# Sky One
A Sky 1 a brit Sky Broadcasting szórakoztató műholdas csatornája az Egyesült Királyságban valamint az Ír köztársaságban. A csatorna 1982. április 26-án indult, ezzel a 4. legrégebbi brit csatorna.
A csatorna elérhető digitális műholdas előfizetésként a 106-os csatornán, valamint digitális kábelen keresztül a Virgin Media és az UPC Írország előfizetéseként.
A csatorna olyan népszerű televíziós sorozatokat mutatott be többek között, mint az X-Akták, a Csillagkapu, és a Simpson család.

## Sky channel
A Sky 1 volt az első európai kábel- és műholdas csatorna, melyet a Sattelite Television Ltd. üzemeltetett. Vezetője Brian Hayes volt, aki korábban a Thames Televisionnál dolgozott mint adatkezelő, és az volt a célja hogy a Sky channel Európa szerte elérhetővé váljon műholdon keresztül, illetve Norvégiában és Finnországban pedig lehetővé tegyék a csatorna kábelen való továbbítását. Később csatlakozott Málta, Svájc, és Nyugat-Németország is.
Az indulás azonban anyagi nehézségekbe ütközött és 1983-ban az ITV exmenedzsere felismerte, hogy a csatorna csak akkor ér el sikereket, ha részvényeket értékesít, illetve felvásárolja a Brit ITV részvényeit. Rupert Murdroch a részvények felvásárlásával azt érte el, hogy az ITV tulajdonosa lett.
Murdroch és az új vezetőség végül 1984 januárjában felvette a Sky channel nevet. A csatorna több saját gyártású műsort is készített. Többek között zenei műsorokat, valamint a Fun Factory és a DJ Kat Show gyermekműsorokat is. A Sky channel Európa szerte terjeszkedni kezdett, a siker nem maradt el.
A csatorna új arculata meghozta sikerét Európában, nagyon jó minősítéseket szerzett, valamint az európai kábelszolgáltatók kínálatában is elérhető volt. Az Egyesült Királyságban az indulást követően már 13% volt a nézettsége, ezzel megelőzte a BBC2 és a Channel 4 csatornákat. A Sky legfőképpen gyerekműsoraival, valamint a WWF sport műsoraival hódított, maga mögött hagyva a BBC1 csatornát is.
1988. június 8-án Murdroch bejelentette egy sajtótájékoztatón, hogy kiterjeszti a Sky szolgáltatást, és négy új csatornát indít. A Sky channel és új csatornái az Astra műholdon kezdték meg sugárzásukat, melynek célja a Pán-Európai közönség elérése, valamint az egyéni műholdas vétel is.
1989. február 5-én a Sky Television Network csatornái a Sky channel mellett a Sky News, Sky Movies és az Eurosport is átköltözött az Eutelsat műholdról az Astra 1A műholdra. Ez abban nyilvánult meg, hogy az Európai kábelszolgáltatók számára véget ért a Sky kódolatlan sugárzása, és az Eurosport jelent meg a kínálatban.
A Sky kínálatában továbbra is megmaradtak a gyermekműsorok, valamint néhány sorozat, szappanoperák is, és újra látható volt a Sky By Day című műsor is, valamint egy reggeli műsor a This Morning. Ennek műsorvezetője Tony Blackburn volt, aki korábban a Radio One csatornánál dolgozott. A szórakoztató műsor alacsony költségvetéssel készült, és csak egy bizonyos rétegnek szólt.

## British Sky Broadcasting Network
1989. július 30-án a csatorna felvette a Sky One nevet, és kizárólag csak az Egyesült Királyságban, valamint Írországban volt csak elérhető. A kezdeti sikereken felbuzdulva a csatorna újabb sorozatokat tűzött műsorára, illetve a 90-es évek elején egyesült a BSB-vel is. 1993. szeptember 1-jén a Sky kódolta adásait, így a brit és ír előfizetők csak dekóder megvásárlásával érhették el a csatornát. Társcsatornája a Sky 2 1996. szeptember 1-jén indult, viszont nem ért el akkora nézőszámot, mint a Sky 1, így egy nappal 1. születésnapja előtt 1997. augusztus 31-én be is fejezte a sugárzást.
2000-ben külön változat indult az ír előfizetőknek, amely a brit változattól csupán a reklámokban tért el.

## 2002-től napjainkig
2002-ben a Sky elindította a Sky One Mix csatornát, mely a Sky One heti műsorait ismételte meg, így senki nem maradhatott le kedvenc műsorairól. A csatorna később felvette a Sky Mix nevete, valamint 2005. október 31-én elindult a Sky 3 csatorna is.
2003 júniusában a csatorna 16:9 képarányban kezdett el sugározni, majd 2005 novemberében meg is szűnt a normál 4:3-as sugárzás. A Sky 1 nézettsége 2009-ben csökkent az Egyesült Királyságban, így 9,5%-ról mindössze 1,1%-ra változott. Tekintettel hogy számos tematikus csatorna jelent meg az Egyesült Királyságban.
A csatorna 2008. augusztus 31-én Sky One-ról Sky 1-re változtatta logóját, mely illeszkedett a Sky 2 és Sky 3 logójához is. Az új arculattal új műsorok is megjelentek a kínálatban.

## Sky 1 HD
A Sky 1 nagy felbontású változata 2006 májusában indult, viszont csak a legújabb sorozatok, köztük a Lost, Bones, Prison Break, Dr House filmek voltak alapból HD minőségűek, majd később a Simpson család új részei is HD felbontásban kerültek a nézők elé. Azok a programok, melyek nem voltak elérhetőek HD minőségben, azokat feljavították HD minőségűre, így azok már élvezhetőek voltak.
A Sky 1 HD megjelenésével azonban áremelésre is kényszerült a csatorna.
2010. október 1-én a Sky 1 HD a Virgin Media hálózatán a 122. csatornán, a Sky 2 a 123, míg a Sky 3 csatorna - új nevén Pick - a 180 helyre került.

## A Virgin Media botrány
2007. március 1-jén a Sky alap csatornái - Sky 1, Sky 2, Sky News, a Sky Sports, Sky Travel, és a Sky Extra kikerültek a Virgin Media kábeltelevíziós kínálatából.  A BSB és a Virgin nem tudott megállapodni, így szerződést bontottak. A BSB eljárást indított a Virgin ellen, mivel az a szerződés lejárta után is továbbította a műsorokat. A Virgin elleni eljárás végül 2007 áprilisában fejeződött be.
A Virgin Media elődje a Telewest is hasonló problémába ütközött 2004 végén, amikor szintén hasonló problémák miatt a Nickelodeon gyerekcsatorna került ki a kínálatból, mivel a Telewest nem volt hajlandó külön fizetni a csatorna továbbításáért. Más Viacom csatorna viszont maradt a kínálatban, mint az MTV és a Paramount Comedy 1. Emiatt jelentősen csökkent a népszerűségük, és több előfizető is átpártolt a Sky-hoz, viszont aki maradt a Telewest előfizetője, az pár hónapig ingyen nézhette az akkor indult Disney Channelt. 2005-ben a Nickelodeon csatorna visszatért a Telewest kínálatába a sikeres megegyezéseket követően.
2008 márciusában a Virgin vezérigazgatója Neil Berkett újra tárgyalt a BSkyB-vel, a Sky csatornák újbóli továbbítását illetően röviddel azután, hogy jogvita kerekedett a sugárzásokból.
Azonban a Virgin és a BSkyB megállapodása után 2008. november 13-tól ismét elérhetőek voltak a Virgin kábelszolgáltatónál a Sky csatornái.

## Magyarországi vétel
Az európai sugárzás 1989-ben véget ért, többek között Magyarországon is, miután a Sky kódolta adásait, így azt hazánkban nem lehetett többé elérni. Viszont a 2000-es években a technika fejlődését követően nálunk is elérhetővé váltak a Sky csatornái előfizetés fejében